# Henrique II de Montmorency
Henrique II de Montmorency (nascido em 1595, executado em Toulouse no dia 30 de Outubro de 1632), filho de Henrique I de Montmorency e afilhado do Rei Henrique IV da França, foi almirante aos 17 anos, Vice-Rei da Nova França e Governador do Languedoc. Era marido de Marie-Félicie des Ursins (Felicitá Orsini).	 
Participou da guerra contra os protestantes e derrotou a frota de Soubise em frente a La Rochelle, em 1625. Marechal de França em 1630, tramou com Gastão de Orléans, irmão do rei Luís XIII, contra o Cardeal Richelieu. Condenado à morte por crime de lesa-majestade, foi executado em Toulouse em 30 de Outubro de 1632 (uma placa comemorativa ainda é visível no pátio da Prefeitura de Toulouse, à Praça do Capitole). Seus bens confiscados passaram para a Casa de Condé. Com ele estingue-se o ramo mais velho dos Montmorencys.
A morte do Duque de Montmorency, um dos senhores mais considerados de seu tempo, foi um símbolo da afirmação do poder real sobre a nobreza e marcou o fim do regime feudal. O Rei em pessoa deslocou-se para punir os culpados. 
Vice-Rei da Nova França de 1620 a 1625, Henrique de Montmorency deu seu nome às famosas cataratas da região de Quebec, descobertas por Samuel de Champlain.

## Seu contexto

Brasão da Casa Montmorency e de Candé-Châteaubriant

O Édito de Nantes, promulgado em 15 de Abril de 1598 por Henrique IV de França permitiu por fim a mais de trinta anos de guerras religiosas que haviam ensanguentado o Reino. No Languedoc, ele foi acolhido com grande satisfação. O édito permitia liberdade de culto aos huguenotes. Além disso, criava para eles alguns locais de segurança : Montpellier, Aigues-Mortes. As agitações acalmaram-se.
Em 14 de Maio de 1610, o "Bom Rei Henrique" é assassinado por Ravaillac. Os protestantes, sentindo-se ameaçados, agrupam-se atrás do Duque de Rohan e reiniciam a luta. Em 1622, para acabar com os combates no Languedoc, Luís XIII assina a Paz de Montpellier que confirma as disposições do Édito de Nantes.
Além do interesse pelos protestantes, o Duque de Rohan busca satisfazer sua ambição puramente política. O Cardeal Richelieu vai levantar-se contra ele. Após tomar La Rochelle ao final de um cerco que atinge duramente os protestantes, ele volta-se para o Languedoc. Privas é tomada e saqueada, Alès depõem suas armas. O Édito de Graça de Alès (27 de Junho de 1629) tira dos protestantes seus privilégios políticos e seus locais de segurança. O Rei fica com as mãos livres para lutar contra os protestantes.

## A batalha deCastelnaudary
Em 1630, Gastão de Orléans, o próprio irmão do Rei Luís XIII de França, tenta organizar um levante geral do reino. Henrique de Montmorency, influenciado pela Rainha Maria de Médicis (de quem sua mulher, Marie-Félicie Orsini é prima), e apesar do estado de alerta de Richelieu, o apoia. Ele reune os estados do Languedoc e ordena ao Senhor de La Croix, capitão de sua guarda, que ocupe o Forte de Brescou, ao largo do Agde. Em 22 de Julho de 1632, a província do Languedoc separa-se do Reino de França. Uma parte da pequena nobreza segue Montmorency na rebelião mas a cidade de Toulouse permanece fiel ao rei. Carcassonne e Narbona recusam-se a acolher o exército dos rebeldes que perambula então pelo Languedoc sem rumo preciso. Um exército real põe-se em marcha, comandado pelo Marechal de Schomberg. O encontro dá-se às portas de Castelnaudary, em 1º de Setembro de 1632. Schomberg dispõe de 2000 a 2500 homens, os insurgidos só podem contar com 1200 a 1500 nobres mal preparados para o combate. O confronto não dura mais que meia hora ; gravemente ferido, o Duque é feito prisioneiro. 
Julgado pelo Parlamento de Toulouse, presidido pelo Guarda dos Selos Châteauneuf, pelo crime de lesa-majestade, Montmorency é condenado à morte. Após pedir perdão ao Rei e devolver seu bastão de marechal e seu cordão da Ordem do Espírito Santo, será decapitado a portas fechadas, no pátio interno da prefeitura, em 30 de Outubro de 1632. Uma placa no chão comemora esta execução.

## Ligações externes
- (em francês) Retrato de Henrique de Montmorency (década de 1630)